# جيلكو يوفانوفيتش
جيلكو يوفانوفيتش (بالكرواتية: Željko Jovanović)‏ هو سياسي كرواتي، ولد في 26 نوفمبر 1965 في رييكا في كرواتيا. حزبياً، نشط في الحزب الاجتماعي الديمقراطي في كرواتيا ‏. وقد انتخب عضو البرلمان الكرواتي ‏ عن دائرة Electoral District VIII ‏ وقد انضم خلال فترته النيابية ‏ للكتلة البرلمانية الحزب الاجتماعي الديمقراطي في كرواتيا ‏.